# Hospital Militar de San Carlos
El Hospital de San Carlos (anteriormente denominado Hospital General Básico de la Defensa San Carlos) es un centro hospitalario gestionado por el Servicio Andaluz de Salud, ubicado en la población militar de San Carlos, en San Fernando (Cádiz, España). Forma parte del complejo sanitario del Hospital Universitario Puerta del Mar.
Dependiente hasta 2014 del Ministerio de Defensa como hospital militar, está situado junto al Panteón de Marinos Ilustres y fue hasta hace pocos años el edificio más alto de la localidad, galardón que perdió al construirse las Torres de la Casería de Ossio, que le superan por pocos metros. 

## Historia
El hospital ha estado ubicado en dos lugares distintos, situados ambos a escasos metros. Desde su creación hasta 1981 estuvo ubicado frente al Panteón de Marinos Ilustres y desde esa fecha hasta la actualidad a mano izquierda del panteón.

### Hospital viejo
La construcción del viejo hospital comienza en febrero de 1809, en plena guerra de Independencia, aunque se tuvo que improvisar un hospital en un convento de franciscanos, debido al gran número de prisioneros franceses y a que no se había acabado el de San Carlos. En 1836 pasó a jurisdicción de la Marina, hecho coetáneo a la supresión del Real Colegio de Cirugía de la Armada de Cádiz. Este hospital atendió a pacientes militares y civiles de la localidad y a heridos procedentes de la Guerra de la Independencia, guerra de África, guerra del Rif y guerra civil española. Durante la Guerra de la Independencia y la invasión de los Cien Mil Hijos de San Luis (1823-1828) trabajaron conjuntamente practicantes y facultativos españoles y franceses. El centro tuvo una actuación destacada durante las grandes epidemias que asolaron la provincia a lo largo de los siglos XIX y XX (fiebre amarilla, cólera, gripe española y tifus exantemático).

### Hospital nuevo
La construcción del nuevo hospital comienza a finales de la década de 1970, prolongándose hasta 1981, año en el que se derribó el viejo hospital. El moderno centro hospitalario continuó perteneciendo a la Armada hasta 2002, cuando se integró en la red hospitalaria del Ministerio de Defensa. En noviembre de 1998 el hospital y la Facultad de Medicina de Cádiz organizaron los actos conmemorativos del 250.º aniversario de la creación del Real Colegio de Cirugía de la Armada de Cádiz, contándose con la presencia de Edmond H. Fischer, ganador del Premio Nobel de Medicina y Fisiología en el año 1992. Desde 2005, en virtud del convenio firmado con el Servicio Andaluz de Salud, tiene uso compartido con la población civil y ha realizado ya más de 36.500 consultas de especialistas y cerca de 800 intervenciones de cirugía ambulatoria desde entonces. Desde 2015 se encuentra también en el edificio el servicio de Salud Mental. En diciembre de 2016 se inauguró un servicio de Urgencias para atender a la población del área sanitaria correspondiente.

## Descripción
El hospital está compuesto por un edificio central y varios edificios más pequeños. Tiene 12 plantas en el edificio central y entre 2 y 3 en los otros edificios.